# Dalechampia leandrii
Dalechampia leandrii är en törelväxtart som beskrevs av Henri Ernest Baillon. Dalechampia leandrii ingår i släktet Dalechampia och familjen törelväxter. Inga underarter finns listade i Catalogue of Life.